# 黒木純
黒木 純（くろき じゅん、1978年9月25日 - ）は大阪府出身の元ストリッパー。大阪東洋ショーに所属していた。
ロリ系の愛らしい顔立ちといつも笑顔の人気者。「コスプレストリップ」として、各職業の衣装とそれに合わせたダンスを披露した。ポラロイド撮影でもサービス精神旺盛でコスチュームのリクエスト等も聞いてくれた。
2003年5月20日に引退。
身長163cm・スリーサイズはB87・W58・H89
血液型はO型